# 山口千景
山口 千景（やまぐち ちかげ、1984年7月23日 - ）は、日本のタレント。岐阜県多治見市出身。血液型はO型。身長161cm、B84cm、W59cm、H85cm （2009年時点）。セントラルジャパン所属。かつてはペンタトニックに所属していた。ゲッチという愛称があり、自身も自己紹介から用いている。

## 来歴・人物
岐阜県立多治見高等学校、岐阜大学医学部看護学科卒業。小学生の頃から福祉施設でボランティアを経験したことから、医学の道を志し大学医学部看護学科に入学。
入学前の春休みにイベントコンパニオンのアルバイトをしたことを機に、大学在学中に本格的にタレント業を始める。
現在までに、バラエティー番組『ノブナガ』（中部日本放送）の秘書役をはじめ、地元である東海地方を中心に、テレビレポーター、イベントでの司会、地元雑誌・撮影会のモデル、レースクイーンなどを務めている。現在はPEACE☆というユニットのリーダーとしてアミューズメント情報誌で活躍中。
2009年より、医療系のメンバーで構成されるバンド「ハートフルホスピタル」にヴォーカルとして加入し、インディーズでCDをリリースしている。
看護師免許を所持。特技：剣道（三段）、ピアノ演奏、スポーツ全般、日本舞踊。

## 主な出演作品

### テレビドラマ
- オーバー30 （2009年、中部日本放送） - メイク役

### テレビ番組
- アンデュ（中京テレビ） - リポーター
- ねこちち温泉本舗（第2日本テレビ） - レギュラー
- ドランク魂! （東海テレビ） - リポーター
- ノブナガ（2008年4月 - 2010年6月、中部日本放送） - 秘書（アシスタント）役
- 薬師寺モータース（中部日本放送）
- "PUSH!" （中京テレビ） - リポーター
- シネマBAR （2005年4月5日 -2021年4月12日）（中京テレビ） - MC
- トコトン!サタデー（2012年12月 - 2013年9月、テレビ愛知） - リポーター
- ゴゴスマ（2023年4月 - CBCテレビ） - ナレーター（火曜日～金曜日担当）

### ラジオ番組
- On the BEAT（FM AICHI） - 月曜・水曜パーソナリティ
- Brand-New RADIO（FM AICHI） - 月曜・水曜・金曜パーソナリティ
- Sound Park Sunday（東海ラジオ）- 主に第4週担当
- LIFE HACKERS!（TOKAI RADIO、2022年12月15、16日）[1]
- TAHITI×JAPON（FM AICHI）
- townbeats（@FM）
- JOB SMILE（@FM）
- 山本圭壱と今夜も井戸端会議（@FM）
- K2BAND×NONSENSE（FM AICHI）
- MORNING SPLASH（2022年4月 - 、エフエム岐阜） - 水曜パーソナリティ
- OH! MY CHANNEL!(2023年4月10日・11日・2024年2月22日、東海ラジオ) - パーソナリティ(代演)
- TWILIGHT MAGIC（2024年9月10日、エフエム岐阜） - パーソナリティ(代演)

### CM
- でちゃう!

### 舞台
- 水曜7時は中川さんち! （2009年4月、愛知県芸術劇場小ホール） - 中川二葉 役（主演）

### 映画
- Angel 車椅子の夏（2012年2月26日、名古屋市立大学芸術工学部 映像研究室[2]）